# 金肉人II世
《金肉人二世》是日本漫畫家蚵仔煎創作的漫畫作品、亦是原作與動畫作品及主角的名字。
《金肉人》連載完後多年，作者蚵仔煎於1998年在集英社的青年雜誌《週刊Playboy》上開始連載金肉人二世至2011年。
台湾动画版于卡通频道播放。

## 劇情介紹

### 第一季
海克力士學院～傳說的序章篇
金肉人一世就任王位之後28年，原本持續著沒有戰爭的和平日子，不料某日地球突然遭到惡行超人們入侵，金肉人等傳說超人們為了阻止惡行超人決定挺身而出。但是完全上了年紀的傳說超人們，根本無力對抗惡行超人。
為了培訓出能夠和惡行超人對抗的年輕正義超人，傳說超人們決定成立正義超人訓練所：海克力士學院，並由他們擔任教練親自訓練。金肉人一世的兒子金肉萬太郎及其他傳說超人的兒子們，全都陸續地被送到海克力士學院去受訓。
魔鬼工廠篇
萬太郎經過嚴厲的修煉，從海克力士學院順利畢業。作為派駐日本的超人而前往地球，和「魔鬼工廠」的惡行超人對抗。
相隔28年的正義超人 VS 惡行超人摔角決鬥開始。在那裏有傳說超人羅賓假面的兒子：凱文假面的身影。
海克力士學院一期生・二期生替換戰篇
魔鬼工廠滅亡之後，萬太郎忽略執行例行任務，正懶散的生活著，令委員長震怒。
另外、海克力士學院第二屆畢業生，以駐守日本的權利為賭注，向第一屆的萬太郎等人挑戰。海克力士學院一期生、二期生之間的決鬥開始。
火場爆發力修行篇
經過數場死鬥，身體變得狼狽不堪的萬太郎。身為金肉星的下任大王，為了學會真正的火場爆發力，必須要跟「目中無人者」三人組交戰。
最兇惡行超人軍篇
動畫原創劇情。暌違34年的傳說慶典「超人世界盃」即將開幕，不料在開幕前夕的慶祝派對卻突然冒出六個邪惡萬太郎，挾持凜子、惠子、小環當做人質，還要求跟萬太郎一行人展開三回合的雙打對戰，他們的真面目到底是誰？跟萬太郎一行人之間又有什麼恩怨？超人世界盃就此被迫延期開幕，雙方將在富士山展開交戰。

### 第二季
超人世界盃篇
最兇惡行超人軍全軍覆沒後，傳說慶典「超人世界盃」正式開幕。萬太郎一行人將與來自世界各地的新世代超人們展開決鬥。

## 主要人物

### 傳說超人
- 金肉人（Suguru Muscle）（ Kinniku Suguru）

金肉人一世，金肉萬太郎之父。
- 陽光人（Sunshine）

雷克斯人和將軍人的師父。
- 破裂二世（Brocken Jr.）

傑德的師父。
- 泰利人（Terryman）

泰利小子之父。
- 羅賓假面（Robin Mask）

凱文假面之父。

### 正義超人

#### 海克力士學院（Hercules Factory）

##### 一期生
- 金肉萬太郎（Mantaro Kinniku）（ Kinniku Mantarō）

本劇中心人物，金肉人二世，金肉人之子。必殺技為「金肉旋風」，在被刀疤臉破解之後，稍微加以改良，名為「迴旋金肉旋風」，最後還練成新必殺技，名為「金肉千禧年」。
- 泰利小子（Terry the Kid）（ Terī Za Kiddo）

泰利人之子。必殺技為「小牛標誌」，「德州三葉草」。
- 瞪羚人（Gazelleman）（ Gazeruman）

萬太郎與泰利小子的同學。
- 海象人（Seiuchin）（ Seiuchin）

萬太郎與泰利小子的同學。有媽媽跟妹妹。

##### 二期生
- 傑德（Jade）（ Jeido）

破裂二世的愛徒。特徵是頭上帶著一頂腳踏車帽，脖子上有一顆骷髏頭，可使出必殺技「柏林的紅雨」，曾將此顆骷髏頭丟給萬太郎，讓他能對付巴隆極限超人。
- 克利歐尼人（Clioneman）（ Kurioneman）

特徵是果凍身體，手部能變成劍，胸前能變成凸透鏡，也能變身成烏賊和水母等軟體動物。
- 死亡信號（Dead Signal）（ Deddo Shigunaru）

全身都是交通標誌，還可以旋轉成圓鋸。
- 刀疤臉（Scarface／Mars）（ Sukāfeisu／ Marusu）

本名「馬爾斯」，真實身分為潛入海克力士學院的魔鬼工廠餘黨，必殺技是「燕尾巨鏟」，實力相當強，能瓦解萬太郎的必殺技「金肉旋風」。最後被萬太郎的新必殺技「金肉千禧年」擊敗。

### 金肉星
- 亞歷山大‧米特（Alexandria Meat）（ Arekisandoria Mīto）

萬太郎的搭檔，年幼時被賣到金肉星王室。
在超人世界盃四強賽：凱文假面 VS 遺物人的對決上為了救起從高處墬落下來的遺物人而受傷住院，由農村人接替。

### 腹肉星
- 委員長

海克力士學院管理委員長，也是一期生與二期生替換戰的主辦人。
- 伊凱門‧馬斯爾

委員長之子。在一期生與二期生替換戰以及後來的超人世界盃擔當主持人。
- 賈桂琳

腹肉星出身的大美女，其美貌不只是地球上的所有男性與女性，就連萬太郎也都為之迷倒，甚至還令萬太郎前去搭訕。

### 人類
- 二階堂凜子（ -  - Nikaidō Rinko）

萬太郎的暗戀對象。對傑德有好感。
- 惠子（ -  - Keiko）

凜子的好友。
- 前川環（ - Maekawa Tamaki）

凜子的好友。
- 二階堂瑪莉（ - Nikaidō Mari）

凜子的媽媽。與金肉人為舊識。

### 惡行超人

#### 魔鬼工廠（Demon Manufacturing Plant）
惡行超人訓練所，就像正義超人有海克力士學院一樣。
- 凱文假面（Kevin Mask）（ Kebin Masuku）

正邪不明，但大多是以正義超人方出戰。羅賓假面的兒子，因受不了父親的英才教育而離家出走。最初為報復父親才加入魔鬼工廠。跟萬太郎是亦敵亦友的關係。必殺技為「鐘樓壓頂」。
- 行動電話人（Tel-Tel Boy）（ Teru Teru Bōi）

外表像一隻手機，還可撥打號碼「心靈創傷號碼」呼叫相關人物。必殺技為「能量炸彈摔」。最初以心靈創商號碼一度讓萬太郎陷入苦戰，為了讓萬太郎喪失信心故意打給筋肉人並說壞話，卻因為錯估筋肉人父子的親子關係遭到逆轉，後面被萬太郎巧妙利用怕水的弱點引來雨水使其受損重創。
- 極限人（MAXman）（ Makkusu Man）

身體能作多樣變化，甚至能變成球鞋。金肉人時期惡魔六騎士之一的長嘴怪獸之孫，為報祖父被金肉人擊敗之仇受到父親嚴格訓練。弱點是潔癖，被萬太郎運用這點使用大便攻擊重創而敗。

##### 魔鬼二人組（ナイトメアズ）
陽光人最優秀的兩名愛徒
- 雷克斯人（Rex King）（ Rekkusu Kingu）

肉食恐龍化身的惡行超人，絕招是「必殺恐龍手」，弱點是怕冷，甚至冷笑話也會對他有所傷害，最後被泰利小子打敗。
- 將軍人（Check Mate）（ Chekkumeito）

西洋棋化身的惡行超人，萬太郎於魔鬼工廠之戰的最後一位對手。初登場態度頗為囂張，還對其師父陽光人直接拳打腳踢，令在場觀眾甚至連小孩子都看不下去。被萬太郎擊敗後，陽光人將他帶離治療，直到萬太郎與目中無人三人組的第一場對戰時再度出現，不過此時的他早已改邪歸正，變成正義超人，並時常待在萬太郎一行人身邊。與最兇惡行超人軍的第二戰時還中途干涉，幫忙瞪羚人與海象人對付彈力勇士與青蛙鬥士。最兇惡行超人軍全軍覆沒後並無參加超人世界盃，僅協助特訓。
能按下雙肩上的西洋棋按鈕變成馬匹及城堡；變成馬匹時能展開強大的踢擊力；變成城堡時擁有絕佳的防禦力，而且還能使身體分裂、壓制住敵人，必殺技是藉由同時按下雙肩上的西洋棋按鈕變成城堡人馬所使出的「駿馬榮譽攻擊」。

#### 目中無人三人組（NO RESPECT）
動畫原創角色。
- 霍克大巨人（Fork the Giant）（フォーク・ザ・ジャイアント）

能變身成類似戰車的模樣。戰鬥結束後，受到觀眾群起毆打，但是被萬太郎伸出援手。
- 半藏（Hanzō）（ハンゾウ）

能用稻草人作為替身，萬太郎也藉由這招對付他。戰鬥結束後，被獄卒帶回牢裡去。
- 冷骨戰士（Bone Cold）（ボーン・コールド）

必殺技為「旋轉鑽頭」。爸爸名叫「金骨人」，與米特為舊識。

#### 最兇惡行超人軍（The Poison Six Pack）
動畫原創角色，初登場於劇場版。
- 達茲爾（Dazzle）（ダズル）

與普羅鐵金剛搭檔，在富士山腳下森林的第一回合戰對抗泰利小子與傑德。
能用左肩上的眼睛使出幻術。一直用此招將泰利小子身陷其中，後來被萬太郎用釣竿鉤上大便破解。
- 普羅鐵金剛（The Protector）（ザ・プロテクター）

與達茲爾搭檔，在富士山腳下森林的第一回合戰對抗泰利小子與傑德。
身軀非常堅硬，連傑德的必殺技「柏林的紅雨」都傷不了。
- 彈力勇士（Puri-Puri Man）（プリプリマン）

與青蛙鬥士搭檔，在富士山腳下湖泊的第二回合戰對抗瞪羚人與海象人。
瞪羚人的對手，特徵是屁股頭，瞪羚人經由萬太郎的提示，以「我打你屁股」對付他，讓他嚇得落荒而逃。雙手能變成雙腿，手腕上有長刺的盔甲，轉動時還會變成圓鋸，連岩石都能粉碎。本來想以此招給瞪羚人致命的一擊，然而被將軍人破解。
- 青蛙鬥士（El Kaerun）（エル・カエルーン）

與彈力勇士搭檔，在富士山腳下湖泊的第二回合戰對抗對瞪羚人與海象人。
就如同他的青蛙之名，舌頭能伸長，嘴巴能吐出綠色黏液。在決鬥中挾持海象人的媽媽與妹妹，並將她們拖入水裡。海象人去拯救她們時，還將他們一家三口陷入其境。與彈性勇士卑鄙的作為讓將軍人決定亂入比賽給予反擊。後被海象人以「高空打樁攻擊」擊敗。
- 犀暴愚（The Cyborg）（ザ・犀暴愚）

與巴隆極限超人搭檔，在富士山火山口的第三回合戰對抗凱文假面與金肉萬太郎。於開戰前夕向巴隆極限超人提議由他一人獨自上場，後由凱文假面與之對抗。
全身的盔甲都有長刺，必殺技為將身體捲起來的「葛雷德旋轉」，另外雙手還能像火箭一樣發射出去。雖然最後還是被打敗，但也使得凱文假面花費的時間超過20秒的限制，讓他被迫強制退場。
- 巴隆極限超人（Baron Maximilian）（バロン・マクシミリアン）

與犀暴愚搭檔，在富士山火山口的第三回合戰對抗凱文假面與金肉萬太郎。於犀暴愚敗給凱文假面後親自出馬。
外表看似魔術師。是最兇惡行超人軍的實力最強者，擁有隱形能力及超快移動速度，還可以二度進化，進化之後不僅體型變大，就連實力也會變得更強，一度把萬太郎打到昏迷不醒，必殺技為「巴隆龍捲風」。
| 回合 | 新世代正義超人軍   | 最兇惡行超人軍     | 人質 | 擂台位置         |  |  |  |  |  |
| 1    | 泰利小子傑德       | 達茲爾普羅鐵金剛   | 小環 | 富士山腳下的森林 |  |  |  |  |  |
| 2    | 瞪羚人海象人       | 彈力勇士青蛙鬥士   | 惠子 | 富士山腳下的湖泊 |  |  |  |  |  |
| 3    | 凱文假面金肉萬太郎 | 犀暴愚巴隆極限超人 | 凜子 | 富士山的火山口   |  |  |  |  |  |

## 出版書籍
| 卷數 | 集英社                       | 集英社                     | 集英社        | 東立出版社                       | 東立出版社 | 東立出版社         |
| 卷數 | 副標題                       | 初版發行日期（發售日期）   | ISBN          | 副標題                           | 發售日期   | ISBN               |
| ---- | ---------------------------- | -------------------------- | ------------- | -------------------------------- | ---------- | ------------------ |
| 1    | 血を受け継ぐ男、万太郎!      | 1998年10月24日（10月19日） | 4-08-857366-8 | 繼承偉大血統的男人，萬太郎！     |            | ISBN 9861175911    |
| 2    | 万太郎、デビュー戦初勝利!    | 1998年11月24日（11月19日） | 4-08-857367-6 | 萬太郎，出道戰首勝！             |            | ISBN 986117592X    |
| 3    | テリー一族の精神を継げ!!     | 1999年2月24日（2月19日）   | 4-08-857368-4 | 繼承特利泰一族的精神吧！！       |            | ISBN 9861175938    |
| 4    | 正義超人協会の重大会見!      | 1999年4月24日（4月19日）   | 4-08-857369-2 | 正義超人協會的重大發表！         |            | ISBN 9861175946    |
| 5    | 血の香りのする正義超人!?     | 1999年6月23日（6月18日）   | 4-08-857370-6 | 滿是血腥味的正義超人！？         |            | ISBN 9861175954    |
| 6    | 友情パワーを万太郎へ!!       | 1999年9月22日（9月17日）   | 4-08-857371-4 | 給萬太郎的友情力量！！           |            | ISBN 9861175962    |
| 7    | キン肉バスター、破れたり…!!  | 1999年12月18日（12月13日） | 4-08-857372-2 | 金肉爆裂慘遭擊破！！             |            | ISBN 9861175970    |
| 8    | マッスル・ミレニアム誕生!!   | 2000年3月22日（3月17日）   | 4-08-857373-0 | 肌肉千年擊誕生！！               |            | ISBN 9861175989    |
| 9    | いざ、"火事場のクソ力修練"!! | 2000年6月24日（6月19日）   | 4-08-857374-9 | 修練火場爆發力！！               |            | ISBN 9861175997    |
| 10   | 見よ、伝説超人の生き様を!!   | 2000年8月23日（8月18日）   | 4-08-857375-7 | 看吧！傳說超人的英姿！！         |            | ISBN 9861176004    |
| 11   | 万太郎フェイス、頂戴さる…!?  | 2000年11月22日（11月17日） | 4-08-857376-5 | 萬太郎的臉，被收下…！？          |            | ISBN 9861177809    |
| 12   | ランタンの灯、燃ゆ!!         | 2001年1月24日（1月19日）   | 4-08-857377-3 | 燈籠之火，燃燒！！               |            | ISBN 9861177817    |
| 13   | 超人オリンピック、再び!!     | 2001年3月24日（3月19日）   | 4-08-857378-1 | 超人奧運再現！！                 |            | ISBN 9861177825    |
| 14   | 選ばれし者たちの超技!!       | 2001年6月24日（6月19日）   | 4-08-857379-X | 精挑細選的高手們，展現絕技！！   |            | ISBN 9789861177830 |
| 15   | 友情カルビがやっぱり最高!!   | 2001年9月24日（9月19日）   | 4-08-857380-3 | 還是友情的牛五花蓋飯最棒！！     |            | ISBN 9789861177847 |
| 16   | オリンピックという名の戦争!! | 2001年12月15日（12月10日） | 4-08-857392-7 | 假奧運之名的戰爭！！             |            | ISBN 9789861177854 |
| 17   | 決戦直前、それぞれの想い!!   | 2002年3月24日（3月19日）   | 4-08-857393-5 | 每人在決戰前的心思！！           |            | ISBN 9789861177861 |
| 18   | いざ、決戦の北都に集う!!     | 2002年6月24日（6月19日）   | 4-08-857394-3 | 群聚於北國之都的決戰！！         |            | ISBN 9789861177878 |
| 19   | 信じる心、正義超人の証!!     | 2002年9月24日（9月19日）   | 4-08-857397-8 | 信任之心，正義超人的證明！！     |            | ISBN 9789861177885 |
| 20   | 名誉と宿命を背負いし、決戦!! | 2002年12月16日（12月11日） | 4-08-857398-6 | 背負名譽與宿命的決戰！！         |            | ISBN 9789861177892 |
| 21   | 炎は尽きず、いまだ燃ゆる!!   | 2003年4月18日（4月18日）   | 4-08-857422-2 | 無盡的火焰，至今仍在燃燒！！     |            | ISBN 9789861004778 |
| 22   | 悪しき野望の種、まかれん!!   | 2003年7月23日（7月18日）   | 4-08-857424-9 | 散佈邪惡野心的種子！！           |            | ISBN 9789861004785 |
| 23   | 正義に目覚めし不屈の力!!     | 2003年10月23日（10月17日） | 4-08-857426-5 | 正義覺醒之堅毅的力量！！         |            | ISBN 9789861004792 |
| 24   | 勝利へ誘う友情パワー!!       | 2003年12月23日（12月18日） | 4-08-857429-X | 邁向勝利的友情力量！！           |            | ISBN 9789861004808 |
| 25   | 伝説の最強悪魔超人復活!!     | 2004年3月24日（3月19日）   | 4-08-857432-X | 傳說中最恐怖的惡魔超人復活！！   |            | ISBN 9789861004815 |
| 26   | 最後の舞台へ正義超人軍見参!! | 2004年7月21日（7月16）     | 4-08-857434-6 | 正義超人邁向最後的舞台！！       |            | ISBN 9789861004822 |
| 27   | 死して未来へつなぐ正義魂!!   | 2005年2月23日（2月18日）   | 4-08-857436-2 | 獻出生命，邁向未來的正義之魂！！ |            | ISBN 9789861004839 |
| 28   | くらえ!51番目の新殺人技!!    | 2005年5月19日（5月19日）   | 4-08-857446-X | 看招！第51種全新殺人技！！       |            | ISBN 9789861004846 |
| 29   | 再生のダイアモンドダスト!!   | 2005年8月19日（8月19日）   | 4-08-857450-8 | 復活的鑽石塵！！                 |            | ISBN 9789861004853 |

文庫版
| 冊數 | 集英社         | 集英社            |
| 冊數 | 發售日期       | ISBN              |
| ---- | -------------- | ----------------- |
| 1    | 2009年9月18日  | 978-4-08-619038-1 |
| 2    | 2009年9月18日  | 978-4-08-619039-8 |
| 3    | 2009年10月16日 | 978-4-08-619040-4 |
| 4    | 2009年10月16日 | 978-4-08-619041-1 |
| 5    | 2009年11月18日 | 978-4-08-619042-8 |
| 6    | 2009年11月18日 | 978-4-08-619043-5 |
| 7    | 2009年12月15日 | 978-4-08-619044-2 |
| 8    | 2010年1月19日  | 978-4-08-619045-9 |
| 9    | 2010年1月19日  | 978-4-08-619046-6 |
| 10   | 2010年2月18日  | 978-4-08-619093-0 |
| 11   | 2010年3月18日  | 978-4-08-619094-7 |
| 12   | 2010年4月16日  | 978-4-08-619095-4 |
| 13   | 2010年5月18日  | 978-4-08-619096-1 |
| 14   | 2010年6月18日  | 978-4-08-619097-8 |
| 15   | 2010年7月16日  | 978-4-08-619098-5 |
| 16   | 2010年8月18日  | 978-4-08-619099-2 |
| 17   | 2010年9月17日  | 978-4-08-619100-5 |
| 18   | 2010年10月15日 | 978-4-08-619101-2 |
| 19   | 2010年11月18日 | 978-4-08-619102-9 |
| 20   | 2010年12月15日 | 978-4-08-619103-6 |
| 21   | 2011年1月18日  | 978-4-08-619104-3 |

第二部
| 冊數 | 集英社         | 集英社            |
| 冊數 | 發售日期       | ISBN              |
| ---- | -------------- | ----------------- |
| 1    | 2005年11月18日 | 4-08-857452-4     |
| 2    | 2006年2月17日  | 4-08-857453-2     |
| 3    | 2006年4月19日  | 4-08-857457-5     |
| 4    | 2006年7月19日  | 4-08-857460-5     |
| 5    | 2006年9月19日  | 4-08-857461-3     |
| 6    | 2006年12月19日 | 4-08-857463-X     |
| 7    | 2007年3月19日  | 978-4-08-857465-3 |
| 8    | 2007年6月19日  | 978-4-08-857467-7 |
| 9    | 2007年9月19日  | 978-4-08-857471-4 |
| 10   | 2007年12月19日 | 978-4-08-857474-5 |
| 11   | 2008年3月19日  | 978-4-08-857477-6 |
| 12   | 2008年6月19日  | 978-4-08-857480-6 |
| 13   | 2008年6月19日  | 978-4-08-857481-3 |
| 14   | 2008年9月19日  | 978-4-08-857484-4 |
| 15   | 2008年12月19日 | 978-4-08-857487-5 |
| 16   | 2008年12月19日 | 978-4-08-857488-2 |
| 17   | 2009年3月19日  | 978-4-08-857491-2 |
| 18   | 2009年6月19日  | 978-4-08-857494-3 |
| 19   | 2009年9月18日  | 978-4-08-857496-7 |
| 20   | 2009年12月18日 | 978-4-08-857499-8 |
| 21   | 2010年3月19日  | 978-4-08-857502-5 |
| 22   | 2010年6月18日  | 978-4-08-857505-6 |
| 23   | 2010年9月17日  | 978-4-08-857508-7 |
| 24   | 2010年12月17日 | 978-4-08-857511-7 |
| 25   | 2011年3月19日  | 978-4-08-857514-8 |
| 26   | 2011年6月17日  | 978-4-08-857517-9 |
| 27   | 2011年9月16日  | 978-4-08-857521-6 |
| 28   | 2011年12月19日 | 978-4-08-857523-0 |

## 遊戲
- 金肉人Ⅱ世－夢幻對戰 （页面存档备份，存于）
  - 2002年3月2日萬岱發售(WS專用軟體)
- 金肉人Ⅱ世－新世紀超人VS傳說超人 （页面存档备份，存于）
  - 2002年11月22日萬岱發售(NGC專用軟體)
- 金肉人Ⅱ世－正義超人之路
  - 2002年12月6日BANPRESTO發售(GBA專用軟體)
- 金肉人Ⅱ世－超人聖戰史 （页面存档备份，存于）
  - 2003年1月30日萬岱發售(WS專用軟體)

## 外部連結
- （日語）キン肉マン系列漫畫官方網站
- （日語）キン肉マンⅡ世動畫官方網站 （页面存档备份，存于）
- （日語）キン肉マン29週年官方網站